# Beechcraft Baron

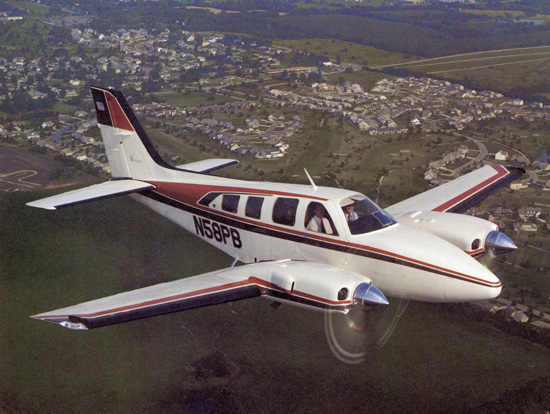
Beechcraft Baron

De Beechcraft Baron is een Amerikaans laagdekker sport- en zakenvliegtuig met twee motoren. Het toestel maakte zijn eerste vlucht op 29 februari 1960. Het vliegtuig is nog steeds in productie, tot nu toe zijn er door de firma Beechcraft meer dan 6884 exemplaren van gebouwd.
De voorgangers van de Baron waren de Beechcraft Travel Air en de Beechcraft Bonanza. Het geheel metalen toestel wordt voortgedreven door twee zescilinder boxermotoren van Continental of Lycoming, variërend van 260-380 pk. Het vliegtuig heeft vier tot zes zitplaatsen en is voorzien van een intrekbaar landingsgestel. De Baron 55 en 56 hadden problemen met het zwaartepunt wanneer er zes personen aan boord waren en tegelijk te weinig bagage in de neus. Aangezien de achterste twee zitplaatsen ook nog eens tamelijk krap waren werd er vaak maar met vier personen gevlogen. In model 58 is dit probleem opgelost door een langere romp met een betere balans. De Baron 58 was er ook in een uitvoering met drukcabine, de 58P (P van pressurised). 

## Belangrijkste modellen

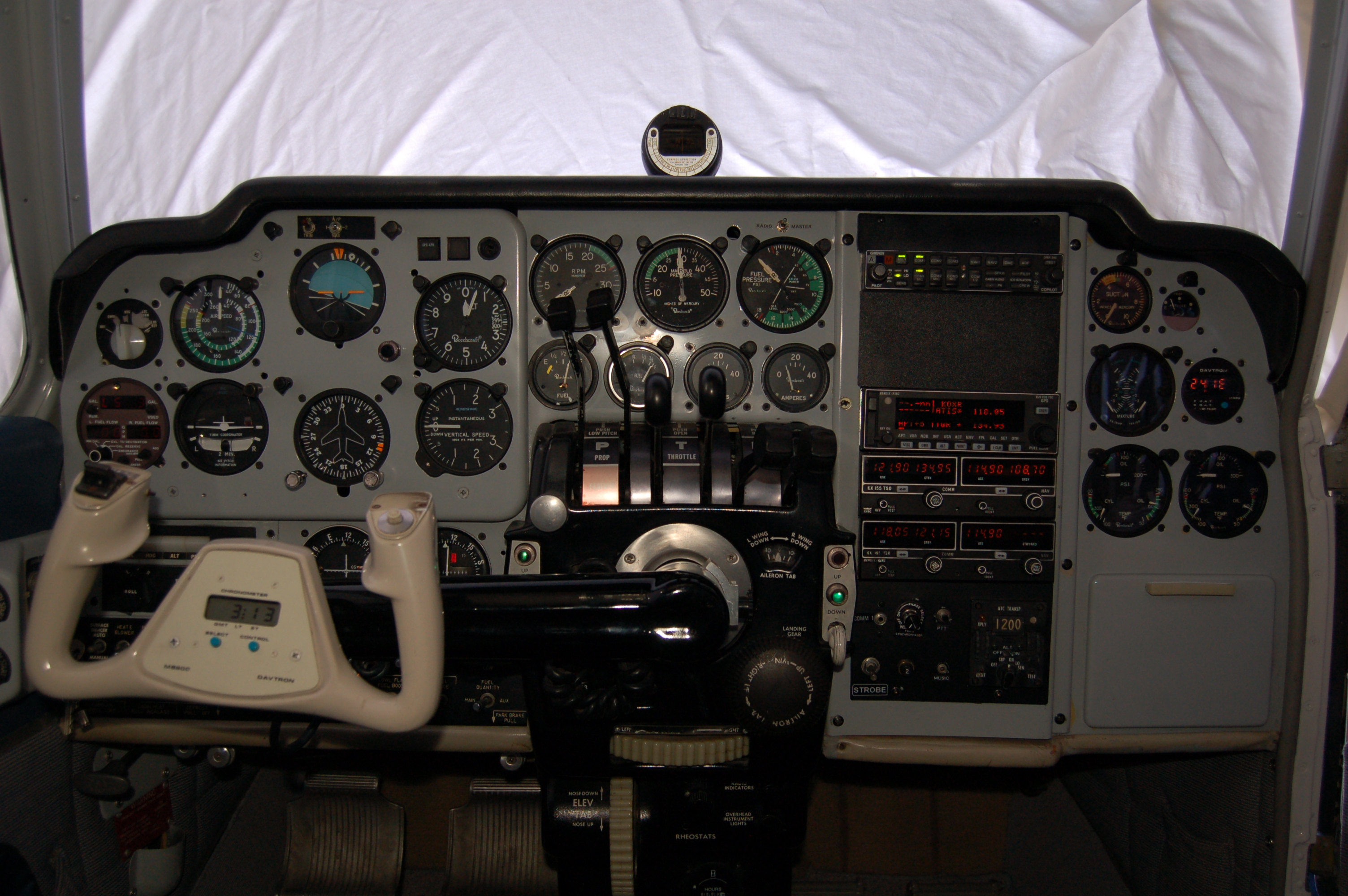
Cockpit van een Baron 55 uit 1964

Baron 55- (1961-1983) De types Baron 55, A55 en B55 hadden Continental 260 pk motoren. De C55, D55 and E55 iets krachtiger Continental 285 pk motoren en een 30 centimeter langere romp, zodat meer bagageruimte in de neus ontstond.
Baron 56TC- Model met twee 380 pk Lycoming TIO-540-E1B4 zescilinder motoren met turbolader.
Baron 58– (1969–heden) De Baron 58 had twee Continental 300 pk motoren en een 25 centimeter langere romp, zodat ruimte ontstond voor een dubbele cabine toegangsdeur en één extra zijraam. Type 58TC en de 58P met drukcabine hadden beiden 325 pk motoren met turbolader. Het huidige Baron G58 productiemodel heeft moderne glass cockpit avionics en twee atmosferische Continental motoren (zonder turbo) van 300 pk elk.
T-42A Cochise (95-B55B)- Militair instrument trainingstoestel in dienst van het Amerikaanse leger.
SFERMA SF-60 Marquis- Conversie uit 1961 naar Astazou X turboprop motoren van 530 pk.
Beechcraft 60 Duke- Doorontwikkelde Baron uit 1968 met een grotere romp, drukcabine en twee turbogeladen zescilinder Lycoming motoren van ieder 380 pk. Het model was bedoeld om het gat te dichten tussen de Beechcraft Baron en de Beechcraft Queen Air. Hoewel de vliegprestaties van de Beechcraft 60 zeer goed waren, werd hij maar matig verkocht. Vooral doordat de gecompliceerde techniek zorgde voor hoge onderhoudskosten. De productie van de Duke werd in 1983 gestaakt.

## Specificaties
- Type: Beechcraft Baron 55
- Fabriek: Beechcraft
- Bemanning: 1
- Passagiers: 3-5
- Lengte: 8,53 m
- Spanwijdte: 11,53 m
- Hoogte: 2,92 m
- Leeg gewicht: 1432 kg
- Maximum gewicht: 2313 kg

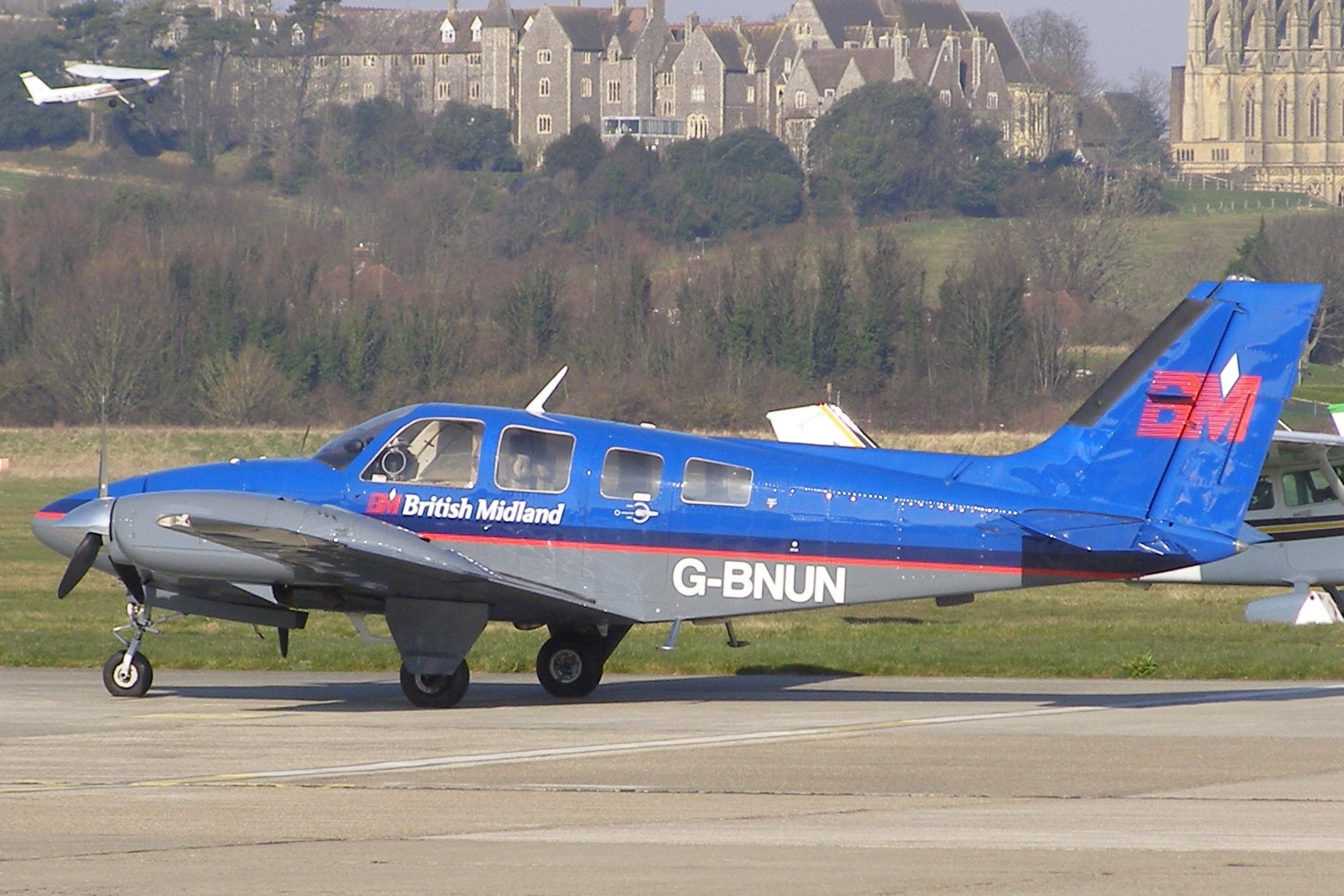
Baron 58P van vliegmaatschappij British Midland

- Motor: 2 × Continental IO-470-L zescilinder boxermotor, 260 pk (190 kW) elk
- Propeller: drieblads
- Eerste vlucht: 29 februari 1960
- Aantal gebouwd: 6884+ (1961-heden)

Prestaties:
- Maximumsnelheid: 380 km/u
- Kruissnelheid: 330 km/u
- Overtreksnelheid: 135 km/u (landingsgestel en flaps naar beneden)
- Plafond: 6000 m
- Vliegbereik: 1745 km
- Klimsnelheid: 8,5 m/s